# 美軍世紀系列戰鬥機

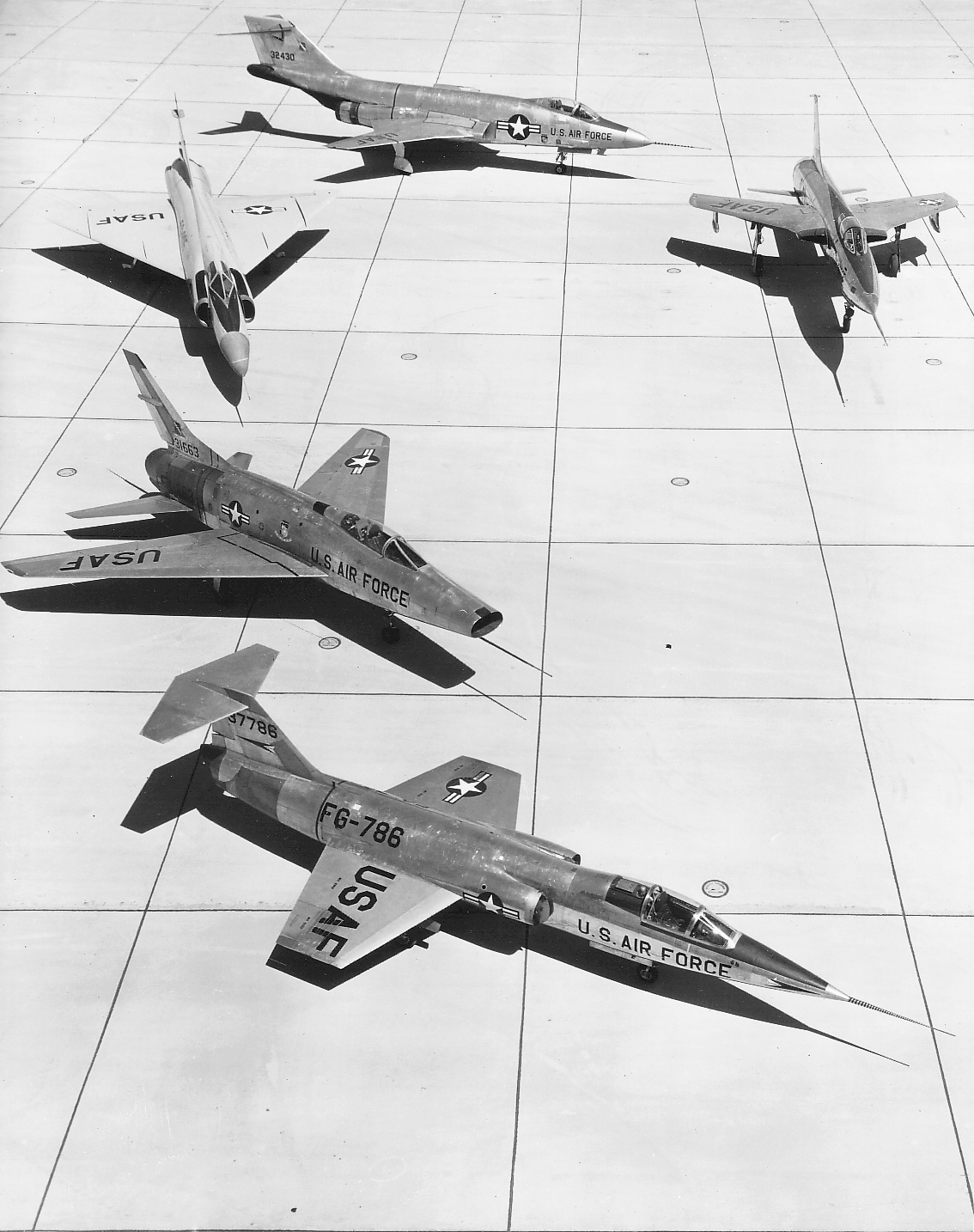
由底部開始順時針方向為：洛歇F-104星式戰鬥機、北美航空F-100超級軍刀式戰鬥機、康維爾F-102三角劍式戰鬥機、麥克唐納F-101巫毒式戰鬥機及F-105雷長式戰鬥轟炸機

美軍世紀系列戰鬥機 （The Century Series）或「百式系列」戰鬥機，是冷戰時期美軍一系列生產並投入服役的戰鬥機及戰鬥轟炸機。系列分別由型號F-100至F-106的機型組成並參與過冷戰時期各場大小規模的戰爭。這些機種多為第二代戰鬥機並完成過許多創舉，比如美國空軍序列之中首次實現平飛超音速飛行。這些飛機從1950至1960年代開始服役至1970至1980年代，包括後來第三代戰機服役後被轉往美國空軍預備役（Air Force Reserve）及美國空軍國民警衛隊（Air National Guard）繼續使用。 另外亦衍生出三種分型QF-100、QF-102及QF-106，作為靶機並服役至1990年代後期。

## 機型
「世紀系列」戰機的名稱的組成由代表「戰鬥機」（Fighter）的第一個英文字母（F-） 開始，並在後面加上函蓋數字範圍 100至109 的號碼。
後來進入量產的機型有：
- 北美航空F-100超級軍刀式戰鬥機（North American F-100 Super Sabre）
- 麥克唐納F-101巫毒式戰鬥機（McDonnell F-101 Voodoo）
- 康維爾F-102三角劍式戰鬥機（Convair F-102 Delta Dagger）
- 洛歇F-104星式戰鬥機（Lockheed F-104 Starfighter）
- 共和F-105雷長式戰鬥轟炸機（Republic F-105 Thunderchief）
- 康維爾F-106三角標槍式戰鬥機（Convair F-106 Delta Dart）

另外，亦包括有試驗機種，如：
- 共和XF-103戰鬥機（Republic XF-103）
- 北美航空F-107終級軍刀戰鬥機（North American F-107 Ultra Sabre）
- 北美航空XF-108輕劍式攔截機（North American XF-108 Rapier）
- XF-109/XF3L（Bell D-188A）

F-4幽靈II戰鬥機原本是作為世紀系列戰機之延續而被美國空軍命名為F-110 幽靈（F-110 Spectre），但由於美國國防部於1962年9月18日開始實施採用1962美國三軍航空器命名系統而作罷。但後來仍然有F-111戰鬥轟炸機及F-117夜鷹戰鬥攻擊機繼續採用世紀系列的命名方式。

## 特性
世纪系列飞机代表了战斗轰炸机（F-100，F-101A，F-105）和纯拦截机（F-101B，F-102，F-104，F-106）的混合体。
引入世纪系列飞机的统一特征是先进的性能和航空电子设备。F-100是美国空军第一架能够超过声速飞行的飞机。F-101是美国空军第一架时速超过1,000 mph（1,600 km / h）的飞机。F-102是世界上第一架在其设计中使用区域规则的飞机。F-104是首架能够进行2马赫飞行的战斗机，并且是历史上唯一同时保持世界速度和高度记录的飞机。世纪系列飞机中的三架F-101，F-102和F-106配备了核空对空导弹。这些武器即使在没有受到明显打击时也可以摧毁传入的核武苏联轰炸机（由于核爆炸半径，冲击波和辐射爆裂），是当时美国空军武器库中唯一受到唯一控制的核武器他们的飞行员（在执行任务期间）。
在此期间，美国海军和美国海军陆战队在使用道格拉斯F4D天瑞（后来的F-6），沃特F8U十字军战斗机和F4H幻影II舰载机方面取得了类似的进步，但海军航空兵缺乏类似的命名小组。